# Marcio Monteiro
Marcio Campos Monteiro (Rio de Janeiro, 21 de novembro de 1956) é um agropecuarista e político brasileiro do estado do Mato Grosso do Sul. Filiado ao Partido da Social Democracia Brasileira (PSDB), foi eleito deputado federal em 2014 para a 55.ª legislatura (2015-2019) mas licenciou-se do cargo para assumir a Secretaria de Estado de Fazenda de Mato Grosso do Sul, deixando a vaga para o suplente, Elizeu Dionízio. 

## Biografia
Filho de Oraldo Fernandes Monteiro e de Cleia Alice Campos Monteiro, Marcio Monteiro é natural da cidade do Rio de Janeiro mas foi criado no município de Bela Vista, no Mato Grosso do Sul.
Formou-se em Direito em 1984 pela Faculdades Unidas Católicas de Mato Grosso (FUCMT) e, após se casar, fixou residência no município de Jardim (MS), onde passou a desenvolver atividades na agropecuária e no comércio.
Além disso, fruto de seu casamento com Deise Alves Monteiro, Marcio Monteiro teve três filhos: Guilherme Alves Monteiro (PSDB), eleito prefeito do município de Jardim nas eleições de 2016, Thiago Alves Monteiro e Fábio Alves Monteiro.

## Trajetória política
Marcio Monteiro iniciou sua trajetória política em 1997 ao eleger-se prefeito do município de Jardim (MS) pelo Partido do Movimento Democrático Brasileiro (PMDB), sendo reeleito ao cargo em 2004. Durante o período, recebeu o prêmio Prefeito Empreendedor Mário Covas (SEBRAE) e foi diretor de Assuntos Municipalistas da Associação dos Municípios de Mato Grosso do Sul (Assomasul). Já entre os anos de 2007 e 2010, atuou como secretário-adjunto da Secretaria do Meio Ambiente, Planejamento, da Ciência e Tecnologia do Estado de Mato Grosso do Sul.
Nas eleições estaduais de 2010, Marcio Monteiro candidatou-se ao cargo de deputado estadual pela coligação Amor, Trabalho e Fé composta pelo Partido da Social Democracia Brasileira (PSDB), Partido do Movimento Democrático Brasileiro (PMDB), Partido da República (PR) e Democratas (DEM). Alcançando a soma de 29.052 votos, o equivalente a 2,24% dos votos válidos, conseguiu se eleger ao cargo.
Já nas eleições de 2014, Marcio Monteiro concorreu ao cargo de deputado federal pela coligação Novo Tempo composta pelo PSDB, Partido Social Democrático (PSD), Solidariedade (SD), Partido Popular Socialista (PPS), Partido da Mobilização Nacional (PMN) e DEM. Angariando 56.441 votos, o equivalente a 4,42% dos votos válidos, Marcio foi eleito à câmara baixa do Congresso Nacional do Brasil. Tomando posse à 55.ª legislatura (2015-2019) em 1° de fevereiro de 2015, dois dias depois Marcio Monteiro licenciou-se do mandato para assumir o cargo de Secretaria de Estado de Fazenda de Mato Grosso do Sul (Sefaz), deixando a vaga na Câmara dos Deputados para o suplente, Elizeu Dionízio. Saindo da Sefaz em 10 de novembro de 2017, no dia 13 do mesmo mês Marcio Monteiro renunciou ao mandato como deputado federal para assumir o cargo de conselheiro do Tribunal de Contas do Estado de Mato Grosso do Sul (TCE-MS), cargo não compatível com o de parlamentar.

### Desempenho em eleições
| Ano  | Eleição                        | Coligação                           | Partido | Candidato a       | Votos  | %    | Resultado |
| ---- | ------------------------------ | ----------------------------------- | ------- | ----------------- | ------ | ---- | --------- |
| 1997 | Municipal de Jardim            | Sem coligação                       | PMDB    | Prefeito          | 3.303  | 33,3 | Eleito    |
| 2000 | Municipal de Jardim            | PMDB, PFL, PSDB, PDT, PST, PGT e PV | PMDB    | Prefeito          | 7.128  | 59,7 | Eleito    |
| 2010 | Estadual em Mato Grosso do Sul | PSDB, PMDB, PR e DEM                | PSDB    | Deputado estadual | 29.052 | 2,24 | Eleito    |
| 2014 | Estadual em Mato Grosso do Sul | PSDB, PSD, SD, PPS, PMN e DEM       | PSDB    | Deputado federal  | 56.441 | 4,42 | Eleito    |

## Controvérsias
Em 12 de setembro de 2018, Marcio Monteiro foi preso preventivamente pela Polícia Federal (PF) em razão de um mandado expedido pela Operação Vostok, que investigava o pagamento de propina a representantes da cúpula do governo de Mato Grosso do Sul em troca de créditos tributários a empresas.
De acordo com a Polícia Federal, em 2016 Marcio Monteiro teria supostamente transferido R$ 333,2 mil em benefício do governador do estado, Reinaldo Azambuja (PSDB), sendo um dos pecuaristas emissores de notas fiscais em um esquema de propina por meio de benefícios fiscais ao grupo JBS que causou um prejuízo de R$ 209 milhões aos cofres públicos. Em depoimento prestado à PF em março de 2018, Marcio Monteiro afirmou que a quantia de R$333,2 mil recebidos da JBS em dezembro de 2016 foi em razão da venda de 140 cabeças de gado, negando qualquer irregularidade na venda dos bois e afirmando ter utilizado o dinheiro para "quitar um compromisso bancário".
Dois dias após a prisão, o presidente do Tribunal de Contas de Mato Grosso do Sul (TCE/MS), Waldir Neves Barbosa, saiu em defesa de Marcio Monteiro por meio de nota oficial da instituição, afirmando: “O TCE/MS confia na retidão e no caráter do seu membro e, ao mesmo tempo, deposita integral confiança na Justiça para que os fatos sejam devidamente esclarecidos”. Já em 16 de setembro de 2018, Marcio Monteiro e outras 12 pessoas presas pela Operação Vostok foram soltas após o fim da prisão temporária. Em 3 de setembro de 2019, porém, Monteiro foi intimado a depor à Polícia Federal na força-tarefa determinada pelo Superior Tribunal de Justiça (STJ) em continuidade a Operação Vostok e que está ouvindo testemunhas e suspeitos, dando continuidade à investigação.